# Mario Cosatti
Mario Cosatti (Roma, 2 settembre 1888 – Roma, 4 febbraio 1963) è stato un magistrato italiano e uno dei quindici componenti del primo collegio della Corte costituzionale italiana.

## Biografia
È stato un magistrato della Corte dei conti, consigliere dal 1931 e poi presidente di sezione dal 1942.
Il 15 maggio 1954 è stato eletto giudice della Corte costituzionale dai magistrati della Corte dei conti. Il 15 dicembre 1955 ha giurato nelle mani del presidente della Repubblica Giovanni Gronchi insieme agli altri quattordici giudici della Corte.
Il 20 ottobre 1962 è stato nominato vicepresidente della Corte costituzionale dal neoeletto presidente Gaspare Ambrosini.
È cessato dalle cariche di giudice e di vicepresidente della Corte il 4 febbraio 1963, mortis causa.